# يان كرايغ مارش
يان كرايغ مارش (بالإنجليزية: Ian Craig Marsh)‏ هو موسيقي بريطاني، ولد في 11 نوفمبر 1956.

## وصلات خارجية
- يان كرايغ مارش على موقع IMDb (الإنجليزية)
- يان كرايغ مارش على موقع ميوزك برينز (الإنجليزية)
- يان كرايغ مارش على موقع أول ميوزيك (الإنجليزية)
- يان كرايغ مارش على موقع ديسكوغز (الإنجليزية)